# Jeroo Billimoria
Jeroo Billimoria (née le 20 juillet 1965 à Bombay) est une entrepreneuse sociale indienne. Elle a fondé plusieurs organisations non gouvernementales. Le caractère innovant de l’approche de Jeroo Billimoria, en termes de management comme en termes d’expansion à l’échelle mondiale, lui a valu d’intégrer la confrérie d’Ashoka , la Skoll Foundation (en) et la Fondation Schwab pour l'entrepreneuriat social. Son travail a également été publié dans Business Week, The Economist,, et divers ouvrages,,. Aflatoun (en)(Child Savings International), Childline India Foundation (en) et Child Helpline International (en). Elle travaille actuellement en tant que managing director de Child and Youth Finance International.

## Biographie
Jeroo Billimoria est née à Bombay, en Inde. Fille d’une comptable et d’un travailleur social, elle grandit dans une famille fortement engagée au service de la communauté. La mort prématurée de son père la poussa à s’engager pour des causes sociales. Billimoria a obtenu une licence de commerce à l’université de Mumbai (anciennement université de Bombay) en 1986, puis le master d’assistance sociale de l'Institut Tata de sciences sociales en 1988 et un master en gestion d’organisation à but non lucratif de la New School for Social Research University à New York en 1992. De 1991 à 1999, elle fut professeur à l’Institut Tata de science sociale. 

## Entrepreneuriat social
En 1996, Jeroo Billimoria créa Chidline India Foundation, un numéro d’urgence disponible 24 heures sur 24 basé sur son travail avec les enfants des rues. Afin de prolonger ce succès, Billimoria fonda Child Helpline International, un réseau international de lignes téléphoniques d’urgence pour enfants. À ce jour, le réseau a répondu à plus de 140 millions d’appels dans 133 pays. La compilation des informations recueillies sur l’origine des appels a permis d’identifier et de communiquer ces causes aux institutions gouvernementales ainsi qu’à des organisations non gouvernementales. 
L’analyse des données extraites des appels a permis de montrer qu’une grande partie d'entre eux sont dus à des situations de pauvreté. Afin d’adresser ce problème, Billimoria créa Aflatoun, une organisation à but non lucratif visant à enseigner aux enfants leurs droits et responsabilités économiques. En 2013, l’organisation avait pu atteindre 1,3 million d’enfants dans 94 pays différents. En juillet 2011, Billimoria créa Child and Youth Finance International (CYFI), un réseau mondial d’États, d’entités financières et d’institutions éducatives visant à améliorer les capacités et l’intégration financières des enfants et des jeunes à travers la coopération et le partage de ressources.

## Récompenses
Billimoria est une oratrice mondialement respectée. Elle défend l’habilitation économique des enfants. Son travail social et humanitaire a eu un impact positif sur des millions d’enfants à travers le monde. Elle a notamment donné un discours au Forum économique mondial, au forum Skoll pour l’entreprenariat social, ainsi que dans nombre d’entreprises internationales et d’universités. Elle a obtenu les récompenses suivantes :
- CYFI fait partie du Top 100 ONG du Global Journal et a été distinguée comme l’une des plus prometteuses (2013)[12]
- Aflatoun fait partie du Top 100 ONG du Global Journal (2012 et 2013)[12]
- Membre de la Confrérie Innovator for the Public d’Ashoka
- Membre de la Fondation Schwab pour l'entrepreneuriat social[13]
- Entrepreneur social Exceptionnel 2012[14]
- Award Skoll d’Entreprenariat Social[11]
- L’un des 50 Phoenix pour son travail avec Aflatoun[15]
- Récompensée par l’union des Banques Arabes pour son travail avec CYFI[16]

## Organisations fondées
- Telephone Helplines Association
- Credibility Alliance[17]
- Meljol[18]
- Childline India Foundation (en)
- Child Helpline International (en)
- Aflatoun (en), Child Savings International
- Child and Youth Finance International[19]

## Publications
- Children & Change and Partners for Change (2009)
- Twinkle Star (Std. I to Std. IV) value education textbooks.
- Explorer Series (Std. V to Std. IV) value education textbooks.
- CHILDLINE Across India series: 
  - Listening to children: An overview to CHILDLINE
  - Laying the Foundation: Getting Started and Taking Off
  - CHILDLINE at my finger tips: A resource book
  - Spreading the word: CHILDLINE awareness strategies
  - Recording children's concerns: Documenting CHILDLINE
- The National Initiative for Child Protection
- Voices from the streets: Life stories of children who have called CHILDLINE